# Doxocopa cretaceata
Doxocopa cretaceata är en fjärilsart som beskrevs av Hans Ferdinand Emil Julius Stichel 1900. Doxocopa cretaceata ingår i släktet Doxocopa och familjen praktfjärilar. Inga underarter finns listade i Catalogue of Life.